# Orten (benämning av förort)
Orten är ett nyord för förorter i företrädesvis Stockholmsområdet med stort inslag av kulturer som medföljt invandrare som flyttat till Sverige och som ofta kännetecknas av utanförskap och kriminalitet. Begreppet etablerades i början av 2010-talet och används även för att beskriva typer av kläder, musik och språk. Orten som sociokulturellt fenomen har skildrats otaliga gånger, framför allt genom musik.
Språket som används kallas förortssvenska alternativt ortensvenska. Ortensvenska uppvisar inslag av bland annat turkiska, arabiska, romani, spanska, persiska ord. 

## Populärkultur

### Musik
Musikgenren svensk gangsterrap ses ibland som del av ortenkulturen. 

### Poesi
Ortens bästa poet var en poesiföreställning och tävling i spoken word. Deltagarna härrör i regel från orten och behandlar händelser och upplevelser av att vara en del av den socioekonomiska och kulturella identitet som kommer av orten.

### Podd
I Stockholm finns det podcasts som direkt riktar sig till de boende i orten.

## Områden som klassificeras som orten
Områden som benämns som orten uppvisar oftast inslag av det sociokulturella och socioekonomiska kapital som förknippas med orten. Allmänt anses miljonprogramsområden utgöra grogrunden för ett ortenområde.

- Husby, Stockholm[4]
- Tensta, Stockholm[4]
- Skärholmen, Stockholm[4][13]
- Angered, Göteborg[14]
- Vivalla, Örebro[15]

## Film och TV
- Snabba cash, 2021[16]
- Måste gitt
- Dröm vidare

### Fotnoter
1. ↑  ”Välkommen till orten”. Språktidningen. https://spraktidningen.se/artiklar/2013/06/valkommen-till-orten. Läst 5 februari 2020.
2. ↑  ”Orten - mer än vad du tror”. Fanzingo. 28 augusti 2019. https://www.fanzingo.se/orten-mer-an-vad-du-tror/. Läst 5 februari 2020.
3. ↑  ”DURAID AL-KHAMISI: Det dödliga våldet har lagt sig över orten”. www.expressen.se. https://www.expressen.se/kultur/ide/ett-dodligt-morkt-moln-har-lagt-sig-over-orten/. Läst 5 februari 2020.
4. 1 2 3 4 5  ”Orten möter innerstan: så minskar vi kulturkrocken”. www.stockholmdirekt.se. 10 november 2019. Arkiverad från originalet den 23 februari 2020. https://web.archive.org/web/20200223020009/https://www.stockholmdirekt.se/ettsthlm/orten-moter-innerstan-sa-minskar-vi-kulturkrocken/repskj!NhjHPaO@rizfvJa4VGvq6Q/. Läst 23 februari 2020.
5. ↑  ”Jonas testar orten”. Random Making Movies. https://www.youtube.com/watch?v=cYNe5x8MHMs. Läst 23 februari 2020.
6. ↑  ”“Orten“ kultur”. gunnesbo. Arkiverad från originalet den 23 februari 2020. https://web.archive.org/web/20200223020013/https://lisagustafson0.wixsite.com/gunnesbo/single-post/2017/03/23/Orten-kultur. Läst 23 februari 2020.
7. ↑  ”De gör ny kulturtidskrift från orten”. www.stockholmdirekt.se. 24 januari 2016. Arkiverad från originalet den 23 februari 2020. https://web.archive.org/web/20200223020011/https://www.stockholmdirekt.se/kultur/de-gor-ny-kulturtidskrift-fran-orten/aRKpat!4Y@h2cHUCiXc6b0jgD64Q/. Läst 23 februari 2020.
8. ↑  ”Edu orten”. Poddtoppen. https://poddtoppen.se/podcast/1397190079/edu-orten. Läst 23 februari 2020.
9. ↑  Loudiyi, Monir (11 juni 2016). ”Ortensvenskan - ord direkt från förorten”. gp.se. http://www.gp.se/1.2586616. Läst 18 december 2019.
10. ↑  ”Ortens bästa poet on tour”. Kulturhuset Stadsteatern. https://kulturhusetstadsteatern.se/Teater/Pjaser/2019/Ortens-basta-poet-on-tour/Vallingby/. Läst 18 december 2019.[död länk]
11. ↑  ”Ortens sista? poet”. Vi Läser. 11 juli 2019. Arkiverad från originalet den 19 december 2019. https://web.archive.org/web/20191219003932/https://vilaser.se/ortens-sista-poet/. Läst 18 december 2019.
12. ↑  ”Hon gör podd av orten – för orten”. www.stockholmdirekt.se. 18 februari 2019. Arkiverad från originalet den 5 februari 2020. https://web.archive.org/web/20200205183220/https://www.stockholmdirekt.se/nyheter/hon-gor-podd-av-orten-for-orten/repsbr!ILg3sf3Jr4PPyDLXaBum7A/. Läst 5 februari 2020.
13. ↑  ”Ness vill ge hopp till orten i coronakrisen”. www.stockholmdirekt.se. 12 juni 2020. Arkiverad från originalet den 12 juni 2020. https://web.archive.org/web/20200612151501/https://www.stockholmdirekt.se/nyheter/ness-vill-ge-hopp-till-orten-i-coronakrisen/reptfh!NPdwDYm262fqWjJ7jwjBw/. Läst 12 juni 2020.
14. ↑  ”Stories from Angered”. www.storiesfromangered.se. https://www.storiesfromangered.se/. Läst 18 januari 2025.
15. ↑  ”Brinner för orten”. www.polistidningen.se. 6 februari 2020. https://polistidningen.se/2020/02/brinner-for-orten/. Läst 10 maj 2021.
16. ↑  ”ATILLA YOLDAS: Vita måste sluta skämta om språket i "Snabba cash" – det är ett hån”. www.expressen.se. https://www.expressen.se/kronikorer/atilla-yoldas/sluta-skamta-om-vart-sprak-efter-du-sett-snabba-cash/. Läst 10 maj 2021.